# Арлінгтон (містечко, Вісконсин)
Арлінгтон (англ. Arlington) — місто (англ. town) в США, в окрузі Колумбія штату Вісконсин. Населення — 803 особи (2020).

## Демографія
Згідно з переписом 2010 року, у місті мешкало 806 осіб у 309 домогосподарствах у складі 246 родин. Було 332 помешкання
Расовий склад населення:
| - 98,6 % — білих - 0,4 % — вихідців з тихоокеанських островів - 0,4 % — азіатів |

До двох чи більше рас належало 0,6 %. Частка іспаномовних становила 0,4 % від усіх жителів.
За віковим діапазоном населення розподілялося таким чином: 23,2 % — особи молодші 18 років, 64,1 % — особи у віці 18—64 років, 12,7 % — особи у віці 65 років та старші. Медіана віку мешканця становила 44,1 року. На 100 осіб жіночої статі у місті припадало 106,1 чоловіків;  на 100 жінок у віці від 18 років та старших — 103,6 чоловіків також старших 18 років.
Середній дохід на одне домашнє господарство  становив 92 622 долари США (медіана — 79 063), а середній дохід на одну сім'ю — 105 088 доларів (медіана — 89 545). Медіана доходів становила 47 188 доларів для чоловіків та 38 750 доларів для жінок. За межею бідності перебувало 5,3 % осіб, у тому числі 9,4 % дітей у віці до 18 років та 0,0 % осіб у віці 65 років та старших.
Цивільне працевлаштоване населення становило 462 особи. Основні галузі зайнятості: освіта, охорона здоров'я та соціальна допомога — 19,5 %, будівництво — 13,2 %, сільське господарство, лісництво, риболовля — 11,9 %.